# Norovirus
Genre
Espèce
Norovirus  (NoV) est un genre de virus de la famille des Caliciviridae qui infecte l'humain et les mammifères, et dont le premier connu a reçu l'appellation historique de virus de Norwalk en 1972.
Ces virus circulent à l'échelle mondiale. Ils sont devenus la cause principale de gastro-entérite non bactérienne dans la plupart des pays, autrefois connue sous le terme populaire de « grippe intestinale ».
Les infections à norovirus sont transmises par les mains sales, l'eau et les aliments. Le plus souvent bénignes dans les pays développés, elles représentent par leur fréquence et leur morbidité un lourd fardeau économique.
L'infection peut être plus grave aux deux extrêmes de la vie, chez les personnes immunodéprimées, et dans les pays ou populations de bas niveau socio-économique.

## Virologie

### Historique
Jusqu'aux années 1960, il était admis que les gastro-entérites étaient surtout bactériennes et rarement virales. Les norovirus sont découverts et identifiés en 1972 par Albert Kapikian (en) (1930-2014) après une épidémie de gastro-entérite survenue dans une école primaire de la ville de Norwalk (Ohio).
Cette découverte a été possible grâce à deux avancées technologiques majeures : le dosage radio-immunologique et la microscopie électronique en transmission. En combinant ces deux techniques, Kapikian découvre des particules virales de 27 nm, ce premier norovirus est alors appelé virus de Norwalk, l'un des plus petits virus connus. D'autres virus analogues sont appelés Norwalk-like virus.
En 1989, le génome du virus de Norwalk est séquencé. Dans les années 1990, avec le développement des tests ELISA et RT-PCR, le rôle épidémiologique des norovirus est mieux connu,.
Depuis les années 2000, le séquençage de nombreuses souches de norovirus montre leur grande variabilité génétique  résultant de mutations et de recombinaisons, avec émergences de nouvelles souches de diffusion mondiale,.
En 2002, le virus de Norwalk et les Norwalk-like virus sont regroupés dans le même genre Norovirus.

### Morphologie
Les norovirus sont des virus à ARN, non enveloppés, de moins de 36 nm de diamètre, de forme sphérique. La capside est formée de 180 unités (ou 90 dimères) composées d'une même protéine majeure dite VP1 et disposées en icosaèdre symétrique.
La protéine VP1 se compose de deux domaines S pour shell (qui enveloppe le génome) et P pour protruding (qui s'extériorise à la capside) séparés par une courte séquence charnière. Le domaine P se subdivise en sous-domaines P1 hautement conservé, et P2 hypervariable. Les variations du sous-domaine P2 ont valeur d'antigènes et  régulent l'attachement d'une souche virale aux récepteurs de cellules cibles.
Il existe une protéine VP2 qui joue un rôle de stabilisation de la capside en facilitant l'expression de la protéine VP1.

### Génome

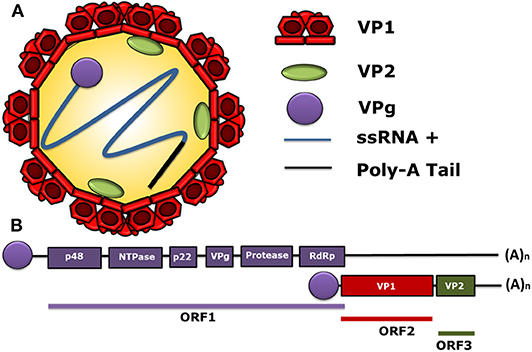
Schéma d'un norovirus avec son génome.

Les Norovirus sont un groupe génétiquement diversifié de virus monocaténaire à ARN de sens positif. Le génome mesure de 7,5 à 8 kilobases, il possède trois cadres ouverts de lecture, dits ORF 1 à 3, à l'exception du norovirus murin qui en possède quatre.
ORF 1 code pour des protéines non structurales, dont NS7 qui est une enzyme de réplication ARN polymérase ARN-dépendante ; ORF 2 pour la  protéine majeure de capside VP1 ; ORF 3 pour la protéine structurale mineure VP2,.
Lors de la réplication virale, l'ARN polymérase ARN-dépendante est sujette à des erreurs d'où mutations et dérive antigénique, avec possibilité de recombinaisons.

### Classification

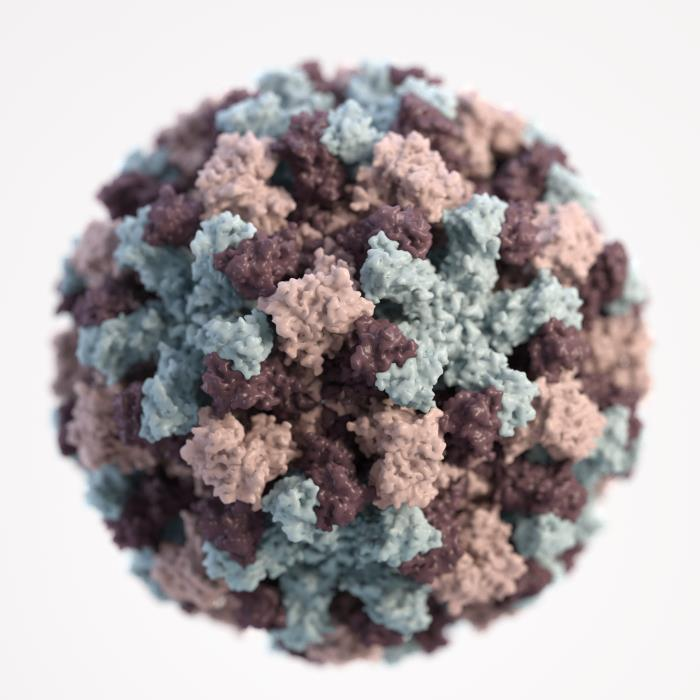
Norovirus en schéma 3D. Les différentes couleurs représentent différentes régions protéiques de la capside.

Le genre Norovirus forme un  groupe génétiquement diversifié appartenant à la famille Caliciviridae,, ainsi appelée à cause des dépressions régulières en forme de calice à la surface de la capside,.
Les norovirus ont d'abord été classés selon les données obtenues par microscopie électronique, c'est-à-dire selon leur morphologie (petits, ronds et structurés) et regroupés sous le nom de SRSVs (Small Round Structured Viruses) en étant dénommés selon le lieu géographique d'identification, le premier étant le virus de Norwalk, puis d'autres apparentés ou Norwalk-like comme Hawaï, Southampton, , etc.,.
À partir de 1993, avec les techniques de séquençage du génome, un nouveau système de classification numérique est adopté, remanié plusieurs fois dans les années 2010. À la date de 2023, les norovirus sont divisés en dix génogroupes (GI à GX), subdivisés en souches ou génotypes,, selon la diversité des acides aminés des protéines VP1 et ORF1,.

#### Principaux génogroupes humains
La très grande majorité des infections humaines est due aux génogroupes GI et GII, plus particulièrement le GII.4 (génogroupe II, génotype 4) qui donne des infections plus sévères. Plus rares sont les génogroupes GIV, GVIII et GIX,.
Le génogroupe GI infecte uniquement les humains. Il inclut : le virus de Norwalk GI.1, de Southampton GI.2, le Desert Shield virus  GI.3, le Chiba GI.4, le Musgrove GI.5, le Hesse GI.6, le Winchester GI.7 , etc. jusqu'à GI.9 à la date de 2022.
Le génogroupe GII infecte les humains et les porcins. Il inclut le Hawaï GII.1, le Melksham (ou Snow Mountain) GII.2, le Toronto (ou Mexico) GII.3, le Bristol (ou Lordsdale) GII.4, le Hilligdon GII.5, le Seacroft GII.6, le Leeds GII.7, l'Amsterdam GII.8 jusqu'à GII.27 à la date de 2022.

#### Les autres génogroupes
- GIII infecte les bovins, il comporte trois génotypes ;
- GIV humains, canins et félins, deux génotypes ;
- GV murins, deux génotypes ;
- GVI canins, deux génotypes ;
- GVII canins, un génotype ;
- GVIII humains, un génotype ;
- GIX humains, un génotype ;
- GX chauve-souris, un génotype.

Le fait que deux génogroupes infectent l'homme et l'animal (porcins pour le GII canins et félins pour le GIV) fait supposer une transmission zoonotique hypothétique, mais qui n'a pas été démontrée. Il est donc admis que l'homme est le seul hôte des norovirus humains,.
Ce système de classification par génogroupes est basé sur le séquençage de la protéine majeure de capside VP1 (classification en G-groupes). Depuis 2013, pour tenir compte des souches recombinantes, il est doublé par une autre classification basée sur les polymérases recombinant les protéines ORF1 et ORF2 (classification en P-groupes),.

## Pouvoir pathogène

### Transmission
Le mode classique de transmission est la voie féco-orale, via les mains sales, par contacts directs (poignées de main) ou indirects par l'intermédiaire de surfaces souillées (poignées de porte, changement de couches, objets divers…). Les norovirus se transmettent aussi par l'eau ou les aliments contaminés, et en aérosols en milieu fermé (provenant de vomissements de malades),.
Cette transmission est facilitée par plusieurs facteurs entraînant une forte contagiosité des norovirus humains (taux d'attaque de plus de 30 % parmi les membres de la famille et les contacts proches) :
- Ce sont des virus résistants, particulièrement stables dans le milieu extérieur, supportant une large gamme de pH (3 à 7) et de température (des eaux froides hivernales jusqu'à une température de 60 ° C)[5]. Ils résistent aux produits hydro-alcooliques de lavage des mains et aux mesures d'hygiène classiques. Pour éliminer des norovirus, il faut se laver les mains au savon sous une eau courante durant au moins 20 secondes et nettoyer les surfaces à l'eau de Javel[8].
- Leur dose infectieuse est très faible : une dose de 18 particules virales est susceptible de provoquer une infection, et un gramme de fèces peut contenir jusqu'à cinq milliards de doses infectieuses[4].
- Près de 30 % des infections à norovirus seraient asymptomatiques (sans aucun symptôme). Le rôle des porteurs sains dans les épidémies de norovirus est en discussion, mais il pourrait être significatif[4].
- Les norovirus se répartissent en nombreuses souches génétiques, en évolution permanente, d'où l'absence d'immunité croisée et d'immunité durable contre l'apparition de nouvelles souches[2].

Les norovirus se propagent surtout en milieu semi-fermé (Europe et Amérique du nord) : maisons de retraite, résidences hôtelières et restaurants, écoles et crèches, hôpitaux, camps militaires, navires de croisière,…
La transmission par les aliments peut se faire lors de la préparation en cuisine (manipulation des aliments par des personnes infectées) ou par une eau contaminée (lavage ou arrosage de salades, fruits et légumes frais consommés crus ; élevage de coquillages…),.
Du fait de leur résistance dans le milieu extérieur, les norovirus peuvent persister plus d'un an dans des échantillons d'eau et résister aux traitements des stations d'épuration. Des quantités très élevées de particules virales sont donc présentes dans les eaux usées en période d'épidémie hivernale, surtout lorsque les stations d'épuration sont débordées par des épisodes de forte pluies. Dans ces circonstances, les huîtres et autres bivalves, en eau contaminée, peuvent bioaccumuler des norovirus,.

### Cycle viral et interactions hôte-virus
Le cycle viral est relativement mal connu à cause de l'absence ou insuffisance de modèles expérimentaux adéquats, qu'il s'agisse de culture cellulaire ou de modèle animal. L'essentiel du cycle viral (la réplication) s'effectue au sein des cellules cibles, à savoir les entérocytes de l'épithélium intestinal,.

#### Attachement

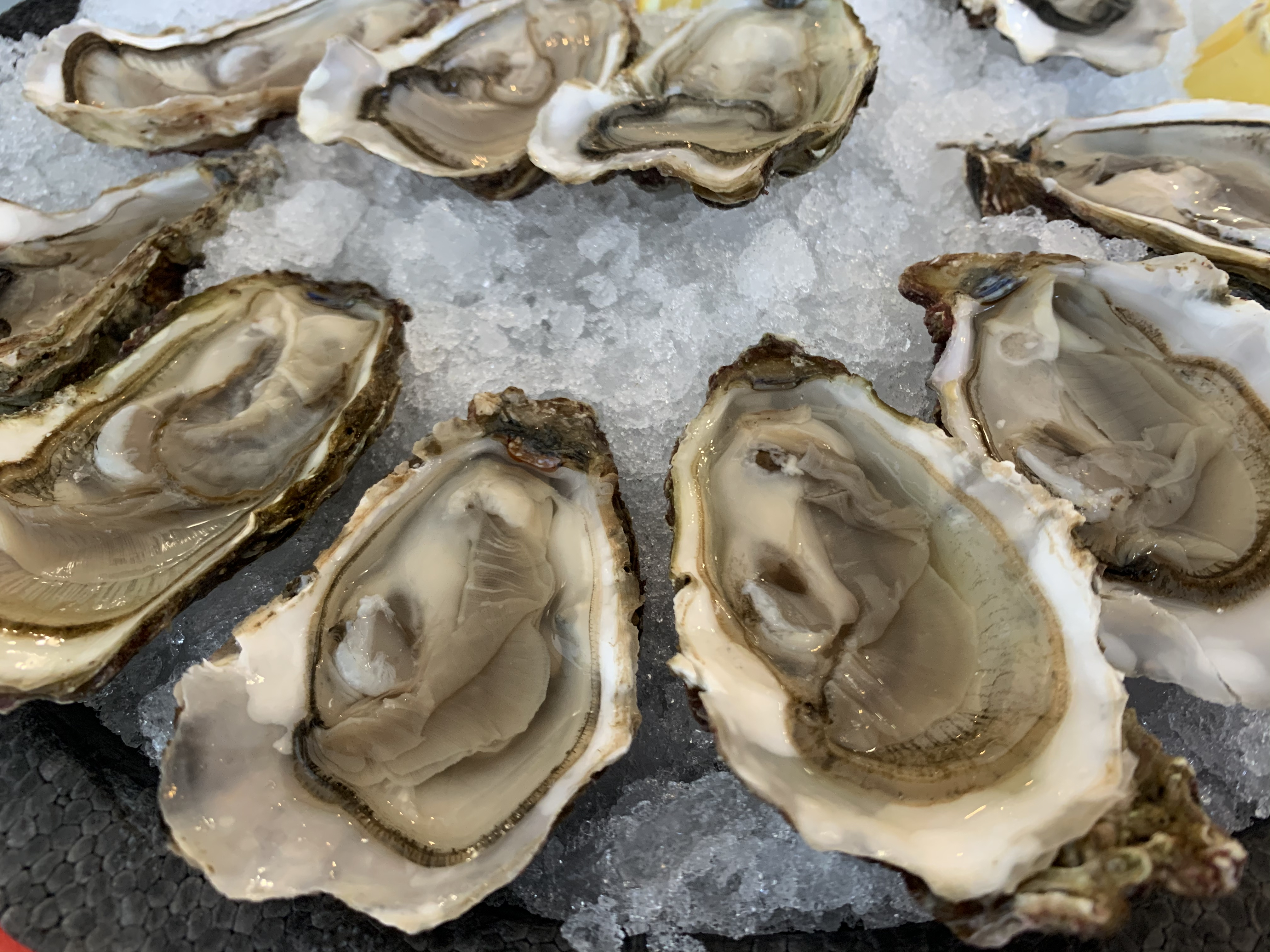
Les huîtres s'infectent plus facilement en eau contaminée parce que leurs tissus présenteraient des structures moléculaires analogues aux antigènes HBGA des humains.

La première étape d'attachement  à la surface des entérocytes fait intervenir les antigènes des groupes sanguins et tissulaires humains (système ABO et système Lewis regroupés sous le terme HBGA pour Histo Blood Group Antigens). Ces antigènes s'expriment à la surface des cellules épithéliales des muqueuses, et peuvent faciliter ou non l'engagement du virus sur son récepteur cellulaire (étape 2),.
Dans le système Lewis, les individus peuvent exprimer ou non l'enzyme fucosyltransférase2 (FUT2). Par exemple, les individus qui expriment l'antigène B ou qui sont non-sécréteurs de FUT2 (20 % des européens) sont plus résistants aux norovirus GI.1 (virus de Norwalk),.
Des études suggèrent que la capside des norovirus pourrait avoir évolué à partir de la pression sélective des HBGA humains. Les HBGA ne sont pas les seuls cofacteurs de l'infection à norovirus : d'autres tels que les sels biliaires ou des cations métalliques peuvent faciliter l'infection. Cependant, compte tenu de la diversité des souches de norovirus, les personnes plus résistantes à une souche peuvent être plus sensibles à une autre.
La protéine MDA-5 (en) peut être le principal capteur immunitaire qui détecte la présence de norovirus dans le corps. Certaines personnes ont des variations communes du gène MDA-5 qui pourraient les rendre plus sensibles à l'infection par le norovirus.

#### Entrée et réplication
Une fois fixé sur son récepteur, le norovirus pénètre la cellule par endocytose (étape 3), en étant transporté par endosome dans le cytoplasme (étape 4). Le virus libère son génome (ARN viral) qui sert d'ARN messager pour synthétiser de nouvelles protéines virales au niveau de l'appareil de Golgi.
Les détails moléculaires de la reconstitution de nouveaux norovirus, notamment l'encapsidation, font l'objet de discussions, et la façon dont les nouveaux virions sont relargués est mal connue. Il semble qu'ils soient libérés lors de l'effondrement de la membrane provoquée par l'apoptose des cellules cibles infectées.

#### Rapports avec le microbiote intestinal
Des travaux suggèrent que le microbiote intestinal joue un rôle complexe dans les infections à norovirus. Des bactéries spécifiques sont associées soit à une prédisposition, soit à une protection aux norovirus. D'autre part, les infections à norovirus chez l'enfant s'accompagnent d'une modification du microbiote intestinal. Il s'agit d'un domaine de recherches à visée potentiellement préventive ou thérapeutique.

### Clinique
L'infection est le plus souvent bénigne : 30 % des sujets n'ont aucun symptôme, et environ 10 % consultent pour leurs troubles.
Après une incubation d'un jour ou deux (extrêmes 10 et 51 heures), un tableau de gastro-entérite aiguë se présente le plus souvent avec des vomissements suivis de crampes abdominales avec diarrhée aqueuse. La fièvre est présente dans moins de la moitié des cas, avec maux de tête, frissons et douleurs musculaires. Chez l'enfant, la gastro-entérite à norovirus est un peu moins sévère que la gastro-entérite à rotavirus.
Cette gastro-entérite à norovirus représenterait l'appellation populaire de « grippe intestinale » (pour les francophones) ou de « grippe gastrique »  stomach flu (pour les anglophones) à cause d'un modèle saisonnier dans l'hémisphère nord (la plupart des infections surviennent entre novembre et avril).
Le plus souvent l'hospitalisation n'est pas nécessaire, l'évolution vers une guérison spontanée en deux ou trois jours est la règle, plus rapidement avec un traitement symptomatique d'une déshydratation. La maladie peut être plus longue (près d'une semaine) chez les enfants de moins de 11 ans et dans les infections nosocomiales. Les personnes immunodéprimées sont susceptibles de continuer à excréter des virus pendant plus d'un an.
Les cas graves concernent les deux extrêmes de la vie : personnes âgées en maison de retraite et nouveau-nés prématurés ou de petit poids .

### Diagnostic
Les norovirus ne sont pas cultivables in vitro. La microscopie électronique a été longtemps la seule méthode diagnostic en visualisant les virus à partir des selles.
Les outils standard de diagnostic sont les méthodes de virologie moléculaire par RT-PCR qui détectent les norovirus non seulement dans les selles ou le vomi, mais aussi dans l'environnement (les eaux et les aliments). Des tests immunologiques commercialisés sont disponibles, ils sont très spécifiques mais avec moins de sensibilité.
Ces examens de laboratoire ne sont pas disponibles partout, et ne sont guère indiqués dans les cas individuels de gastro-entérite. Ils sont plutôt utilisés pour la détection d'épidémies. La précision de cette détection dépend du nombre d'échantillons testés et de méthodes correctes de prélèvements effectués en temps utile.
En l'absence de ces examens de laboratoire, les critères de Kaplan sont utilisés pour évaluer la probabilité d'une épidémie à norovirus :
1. Plus de la moitié des cas symptomatiques présentent des vomissements ;
2. le temps d'incubation est en moyenne de 24 à 48 h ;
3. la durée de la maladie est en moyenne de 12 à 60 h ;
4. Aucune bactérie pathogène n'est retrouvée dans les selles.

Si les quatre critères sont positifs, l'épidémie à norovirus est hautement probable.

## Épidémiologie
Contrairement aux rotavirus qui se retrouvent plus souvent chez les enfants de moins de cinq ans, les norovirus peuvent toucher toutes les tranches d'âge, en étant la cause de 18 % à 20 % des gastro-entérites dans le monde,. Ce qui représente 685 millions de gastro-entérite à norovirus chaque année, dont 200 millions chez les enfants de moins de cinq ans.
Aux États-Unis, on compte annuellement près de 21 millions de cas, dont 71 000 hospitalisés et 800 décès. Dans l'Union européenne, 5,7 millions de cas dont 53 000 hospitalisés, et 102 décès d'enfants de moins de cinq ans. Dans les pays développés, près de 40 % des épidémies surviennent en centres de soin ou établissements de long séjour pour personnes âgées.
En France, l'estimation est de 516 000 cas par an. Les norovirus sont associés à 20 % des hospitalisations pour infection d'origine alimentaire, et ils en constituent la troisième cause.
Dans les pays en développement, l'infection à norovirus est plus sévère, d'autant plus que le statut socio-économique et nutritionnel est bas. Elle est à l'origine de 5 % des diarrhées de l'enfant, et de 50 à 200 000 décès infantiles chaque année,.
Les norovirus humains circulent à l'échelle mondiale, avec une grande diversité de souches selon la zone géographique, l'âge des patients, la sévérité clinique , etc.. Le génotype principal est le GII.4 avec de nouvelles souches ou variants apparaissant tous les 2 à 5 ans, souvent pour remplacer un variant prédominant. L'émergence d'un nouveau variant coïncide avec une augmentation soudaine d'épidémies de gastroentérite à norovirus.

### Épidémies
La première épidémie de gastro-entérite à norovirus GII.4 est signalée en 1987. Cette souche serait en circulation depuis 1974, en étant à l'origine d'épidémies plus sévères que celles à norovirus autres que GII.4.
Les premières pandémies de norovirus GII.4 sont signalées dans les années 1990, comme celle de la souche US95 / 96-US responsable de plus de 600 épidémies aux États-Unis en 1995 et 1996. Cette souche dominante aux États-Unis s'est répandue dans 7 pays sur les 5 continents. Ce qui a donné lieu à la mise en place d'un système international de surveillance, analogue à celui de la grippe.
En 2022, on compte cinq variants pandémiques de GII.4 apparus depuis l'an 2000 : Farmington Hills (2002), Hunter (2004), La Haye (2006), La Nouvelle-Orléans (2009), Sydney (2012). Le variant Sydney reste le variant dominant depuis son apparition.

### Effets indirects de la pandémie de Covid-19
En 2020-2021, les mesures prises contre la Covid-19 (fermeture d'écoles, confinement et geste-barrière) ont eu pour effet une nette réduction des infections respiratoires et gastro-intestinales, notamment les infections à norovirus, même s'il faut tenir compte d'une sous-déclaration par une « fatigue des systèmes de santé focalisés sur le SARS-CoV-2 ».
En 2021-2022, le relâchement des mesures contre la Covid-19 s'est accompagné d'un rebond épidémique de gastro-entérites, du fait du nombre de personnes devenues susceptibles par une moindre exposition aux norovirus. La résurgence de ces épidémies « post pandémiques » de norovirus a été prédite,.

## Traitement
La plupart des cas symptomatiques d'infections à norovirus guérissent spontanément en deux ou trois jours, et la plupart des malades ne consultent pas. Les antibiotiques et autres médicaments sont en général inutiles pour cette gastroentérite virale, sauf si les vomissements, douleurs et diarrhées sont mal supportées.
La complication la plus courante est la déshydratation qui se traite par réhydratation orale. Dans les cas plus sévères, où le patient ne peut plus boire, la réhydratation se fait par voie-intraveineuse.
Il n'existe pas d'antiviraux disponibles contre les norovirus, la recherche est encore, en 2021, à des stades pré-cliniques (non encore testés sur l'humain). Au vu de la bénignité et de la courte durée de la maladie, l'antiviral doit être non seulement très sûr mais aussi très rapidement efficace pour démontrer son avantage.

## Prévention
Le principal moyen de prévention est l'hygiène des mains avant de manger, après les toilettes et changements de couches, et après avoir été dans des lieux publics (avoir touché des surfaces tels que poignées de porte, rampes d'escalier, bouton d'ascenseur...). D'autant plus dans les lieux semi-fermés où beaucoup de personnes sont en contact étroit.
Pour les préparations culinaires, le nettoyage des surfaces de travail et des ustensiles doit s'effectuer immédiatement après chaque utilisation. Les personnes qui présentent ou ont présenté des symptômes de gastro-entérite dans les trois semaines devraient éviter de manipuler les aliments.
Les fruits et légumes consommés crus doivent être abondamment rincés avec de l’eau potable. Il convient de ne consommer que des coquillages issus d’une zone autorisée et contrôlée, en l'absence d'information il est préférable de ne les consommer qu'après une cuisson prolongée.

## Charge économique
Dans le monde, le coût financier total (pertes économiques et soins de santé) des infections à norovirus serait de l'ordre de 48 à 60 milliards $ US par an. Aux États-Unis, ce coût global est estimé à 10,6 milliards $ dont près de 300 millions $ en soins de santé. Dans l'Union européenne, le coût global est de 4 milliards $.
Selon une étude de simulation, un vaccin efficace à 50 %, offrant une protection d'un an, coûtant moins de 50 $ l'unité, permettrait aux États-Unis de prévenir plus de 2 millions de cas chaque année, en économisant près de 2,1 milliards $ tous les deux ans,.

## Recherche vaccinale
En 2016, l'OMS considère le développement d'un vaccin anti-norovirus comme une recherche hautement prioritaire de santé publique.
Cette recherche vaccinale contre les norovirus se heurte à plusieurs difficultés, d'abord d'ordre scientifique : la grande diversité génétique des norovirus en évolution permanente, le manque de données sur la susceptibilité variable des individus, l'absence de modèle cellulaire ou animal pertinent pour la culture et l'étude des norovirus.
Il existe aussi des obstacles socio-économiques : le coût de ces recherches et les problèmes éthiques (expérimentation animale, essais cliniques sur populations vulnérables, acceptabilité sociale…). Il existe cependant quelques avancées : la mise au point de culture cellulaire à partir de cellules souches d'entérocytes, de modèles animaux gnotobiotiques (souris, porc…) pourrait favoriser la recherche vaccinale.
Une douzaine de projets de recherche sont en cours dans le monde. Quatre candidats-vaccins ont au moins atteint la phase 1 des essais cliniques (deux chinois, un japonais, un américain). Le plus avancé est celui de la firme Takeda qui est parvenu à la phase 2b des essais cliniques. Ce vaccin japonais est basé sur le principe des vaccins VLP (pour Virus-Like Particle ou particule pseudovirale). Il est bivalent contre les norovirus GI et GII.4,.
Dans le futur, d'autres voies de recherches sont possibles, comme un vaccin à ARNm dirigé contre le domaine P1 (stable et hautement conservé) du norovirus à l'instar du vaccin contre la COVID dirigé contre la protéine S du SARS-CoV-2 ,.
Dans les pays industralisés, un vaccin contre les norovirus pourrait bénéficier aux personnes âgées, à des groupes exposés (personnel militaire ou humanitaire, travailleurs en situation à risques…), éventuellement aux voyageurs si son efficacité pour réduire la diarrhée du voyageur est démontrée. Dans les pays en développement, il serait surtout utile chez les petits enfants pour réduire la mortalité infantile par diarrhée (vaccination combinée contre les rotavirus et les norovirus).